# Тимотей Ефески
Тимотей Ефески (на латински: Timotheus; на старогръцки: Τιμόθεος, Timotheos; * 17, Листра при Коня в днешна Турция; † 80 или 97, Ефес) е ученик и придружител на Апостол Павел.

## Произход и религиозна дейност
Той е син на грък и на приелата християнството еврейка Евнике. Името му означава „Страхувай се от Бог“, или „Почитай Бог“ (гръцки).
Тимотей е открит от Павел в родния му град и го придружава в неговите мисионерски пътувания. В Апостолското евангелие пише, че Павел го накарал да се обреже. След смъртта на Павел през 67 година, Тимотей се връща в Ефес.
Тимотей става първият епископ на Ефес и там около 80 г. намира мъченическата смърт. Мощите му са пренесени през 4 век в Константинопол.

## Честване
- Католици: 26 януари
- Евангелисти: 26 януари
- Англиканци: 26 януари
- Православни: 4 февруари (22 януари по стар стил)

Тимотей е закрилник на страдащите от стомашни заболявания (1. Tim. 5,23.).